# Lepétymnos
Lepétymnos (Lepetymnos) är en ort i Grekland.   Den ligger i prefekturen Nomós Lésvou och regionen Nordegeiska öarna, i den östra delen av landet, 270 km nordost om huvudstaden Aten. Lepétymnos ligger 295 meter över havet och antalet invånare är 167. Den ligger på ön Lesbos.
Terrängen runt Lepétymnos är huvudsakligen kuperad, men åt nordväst är den platt. Havet är nära Lepétymnos norrut. Runt Lepétymnos är det ganska glesbefolkat, med 23 invånare per kvadratkilometer. Närmaste större samhälle är Agía Paraskeví, 12,9 km söder om Lepétymnos. 